# 錦鯉疱疹病毒
錦鯉疱疹病毒（Koi herpes virus, KHV），又稱鯉魚疱疹病毒第三型（Cyprinid herpesvirus 3, CyHV-3），是異皰疹病毒科鯉魚病毒屬的一種病毒，以鯉魚為宿主，是造成鯉魚感染最重要的病原之一。

## 病毒學
錦鯉疱疹病毒的基因組長295kb，大於多數疱疹病毒的基因組，可編碼156種蛋白質。此病毒散播的方式多為水平傳播，亦即被感染的魚透過水將病毒傳給周圍個體，過去曾認為病毒是由鰓進入魚體內，但後續研究顯示病毒應是是透過魚的皮膚感染。感染後有7–10天的潛伏期，之後症狀包括皮膚上長出疱疹、眼部凹陷、呼吸頻率加速、行動方向混亂、鰓出現白色斑塊等，症狀出現後1–2天鯉魚便會開始死亡。
錦鯉疱疹病毒的活性與水溫有關，在攝氏16度至25度間活性最高，水溫超過攝氏30度或低於13度時，病毒會進入休眠狀態（低溫中被感染的魚可能成為儲蓄宿主）。有些個體感染後可能有數個月都沒有出現症狀，直至水溫改變時才使病毒活化而出現症狀。除了鯉魚外，此病毒亦可感染鯽魚、草魚與丁鱥，但不造成症狀，因此這些物種可能為儲蓄宿主。

## 發現
1997年至1998年間，德國養殖的鯉魚爆發疱疹病毒疫情，1998年美國與以色列亦爆發疫情，隨後英國1996年鯉魚大量死亡留下的樣本亦檢測出此病毒。北美洲、亞洲、歐洲、南非等地皆有錦鯉疱疹病毒的疫情，在多國造成嚴重的經濟損失，僅有南美洲、澳洲與北非沒有出現疫情。

## 生物防治
2016年，澳洲政府宣布將於墨累－大令盆地的河流投入錦鯉疱疹病毒，以減少該地外來種歐洲鯉的族群數量，但有學者擔心此舉可能造成嚴重的生態影響，例如病毒有感染其他原生魚類的疑慮，以及鯉魚的大量死亡可能影響水鳥等以其為食的動物，也會對水質造成負面影響。截至2019年10月投放病毒的行動尚未定案。